# برات‌علی باتور
برات‌علی باتور عکاس خبری و هنرمند هزاره‌تبار است که به دلیل مستندسازی سختی‌های پناهندگی و مهاجرت قایق‌محور شهرت دارد. آثار او در رسانه‌های معتبر جهانی منتشر شده و بازتاب‌دهنده آوارگی، هویت و امید مهاجران افغانستانی است.
وی فعالیت‌های حرفه‌ای خود را از سال ۲۰۰۲ (میلادی) آغاز کرد.
باتور متولد سال ۱۹۸۳ (میلادی) در خانواده‌ای از قوم هزاره در افغانستان است.
باتور در پروژه عکاسی مستند که توسط بنیاد جامعه باز تأمین می‌شود، شرکت کرده است.
وی در سال ۲۰۱۳ (میلادی) برندهٔ «عکس معتبر نیکون-واکلی» عکسی را با عنوان «اولین روز در دریا» که او از سفر با قایق به استرالیا گرفته‌بود، شده است.